# Heteropoda ignichelis
Heteropoda ignichelis är en spindelart som först beskrevs av Simon 1880.  Heteropoda ignichelis ingår i släktet Heteropoda och familjen jättekrabbspindlar. Inga underarter finns listade i Catalogue of Life.